# A3-as autópálya (Szerbia)
Az A3 (szerbül: Аутопут A3 / Autoput A3) egy autópálya Szerbiában, ami a horvát határtól jut el Belgrádig.

## Útja
Horvátország - Батровци/Batrovci - Szávaszentdemeter (Сремрка Митровица/Sremska Mitrovica) - Добановци/Dobanovci (A1)